# Ponirak
Ponirak je naseljeno mjesto u gradu Zenici, Federacija Bosne i Hercegovine, BiH.
Nalaze se kod Vrandučke klisure, južno od rijeke Bosne, nasuprot Varošišta.

## Stanovništvo

### 1991.
Nacionalni sastav stanovništva 1991. godine, bio je sljedeći:
ukupno: 507
- Muslimani - 502 (99,01%)
- Jugoslaveni - 4 (0,79%)
- ostali, neopredijeljeni i nepoznato - 1 (0,20%)

### 2013.
Nacionalni sastav stanovništva 2013. godine, bio je sljedeći:
ukupno: 374
- Bošnjaci - 372
- ostali, neopredijeljeni i nepoznato - 2